# 루카스 바르셀루스 다마세누
루카스 바르셀루스 다마세누(브라질 포르투갈어: Lucas Barcellos Damasceno, 1998년 7월 19일 ~ )는 브라질의 축구 선수로 포지션은 공격수이다. 현재 J리그의 도쿠시마 보르티스에서 활동하고 있으며 J리그 등록명은 바셀루스이다.